# The Avenging Conscience
The Avenging Conscience is een Amerikaanse dramafilm uit 1914 onder regie van D.W. Griffith. Het scenario is gebaseerd op de novelle The Tell-Tale Heart (1843) en het gedicht Annabel Lee (1849) van de Amerikaanse auteur Edgar Allan Poe. Destijds werd de film in Nederland uitgebracht onder de titel Gij zult niet dooden.

## Verhaal
Een jongeman en zijn geliefde worden zozeer gekweld door diens oom, dat ze hem om het leven brengen. Vervolgens drijven hun schuldgevoel en hun nachtmerries over spoken hen tot waanzin.

## Rolverdeling
| Acteur              | Personage      |
| ------------------- | -------------- |
| Henry B. Walthall   | De neef        |
| Spottiswoode Aitken | De oom         |
| Blanche Sweet       | De geliefde    |
| George Siegmann     | De Italiaan    |
| Ralph Lewis         | De rechercheur |
| Mae Marsh           | De meid        |
| Robert Harron       | De loopknecht  |
| George Beranger     |                |